# Йонджу
Йонджу́ (кор. 영주시?, 榮州市?, Yeongju-si) — город в провинции Кёнсан-Пукто, Южная Корея.

## История
Во времена Трёх королевств на территории современного Йонджу находились уезды (кун) Нэги и Куппольсан. Современное название Йонджу получил только в эпоху династии Чосон. Тогда он имел административный статус уезда. В 1914 году к Йонджу были присоединены еще три уезда. Статус города (си) был получен в 1980 году.

## География
Йонджу расположен в северной части провинции Кёнсан-Пукто. Граничит на востоке с уездом Понхва, на западе с Таняном, с Андоном и Ечхоном на юге и Йонволем на севере. Ландшафт преимущественно горный, в городе расположено несколько высоких вершин горного массива Собэксан: это Йонхвабон (1383 м.), Кукманбон (1421 м.) и Пиробон (1439 м.). Город пересекают две небольшие речки — Нэсончхон (приток реки Нактонган) и Сочхон («Западный ручей»).

## Туризм и достопримечательности
Йонджу известен прежде всего своими философами и учёными. Здесь располагается известная конфуцианская школа Сосу Совон, считающаяся первой конфуцианской школой в Корее. Среди других достопримечательностей следует отметить:
- Буддийские храмы Хвебанса, Пусокса и Пироса (VII век).
- Ежегодный фестиваль Пунги, посвящённый женьшеню.

## Символы
- Дерево: Гингко
- Птица: Сорока
- Цветок: королевская азалия
- Маскот: Сондори. Зелёная шапка Сондори символизирует головной убор учёных последователей Конфуция, так как город знаменит своими конфуцианскими традициями. Три верхушки шапки символизируют три горных пика, находящихся на территории Йонджу — Пиробон, Йонхвабон и Кукманбон. Жёлтый цвет символизирует продукцию животноводства города, а красный — продукцию растениеводства[2].